# 鲍里斯·契切林
鲍里斯·尼古拉耶維奇·契切林（俄语：Бори́с Никола́евич Чиче́рин，1828年6月7日—1904年2月16日），是一位俄罗斯法学家、政治哲学家。他主张俄国需要一个稳定的权威型政府来逐步开展自由化改革，他于1881年至1883年担任帝国莫斯科市长。契切林也被认为是1905年俄国革命前最著名的法律哲学家和历史学家之一。
契切林是沙皇亚历山大二世于1860年代推行改革时的积极拥护者，他称其改革为“俄国立法史上的伟大丰碑”。他曾对此评价道：
“沙皇被要求执行他身为专制君主而面临的最艰巨的任务，即彻底地改造他所统治的庞大国家，废除建立在农奴制基础上的古老秩序，并以公民的体面和自由取而代之；为一个从来不知道法制精神的国家带来正义，重新规划设计国家整个行政机构，在不受约束的社会背景下引入新闻自由；在改革中的每一个转折点都能积聚新的力量，并将其用于建立一套坚实而完备的法律体系，让一个长期受到压抑和屈辱的社会站起来，并给予其机会展示它健康的肌肉。”

## 延伸阅读
- Hamburg, G. M. Boris Chicherin and Early Russian Liberalism, 1828–1866 (Stanford: Stanford Univ. Press, 1992). ISBN 0-8047-2053-3